# Muchedent
Muchedent är en kommun i departementet Seine-Maritime i regionen Normandie i norra Frankrike. Kommunen ligger i kantonen Longueville-sur-Scie som tillhör arrondissementet Dieppe. År 2022 hade Muchedent 126 invånare.

## Befolkningsutveckling
Antalet invånare i kommunen Muchedent
| Referens: INSEE |